# 오타 이카
오타 이카(니우에어·토켈라우어·통가어: ʻota ʻika)는 폴리네시아의 날생선 요리이다. 니우에, 사모아, 왈리스 푸투나, 쿡 제도, 토켈라우, 통가, 투발루, 프랑스령 폴리네시아 등 폴리네시아 섬들과 근처의 나우루, 피지 등지에서 증겨 먹는다. 통가의 국민 음식으로 여겨진다. 피지에서도 코코다(피지어: kokoda)라 불리며 국민 음식으로 여겨진다.

## 이름
- 나우루: 코코넛 피시(영어: coconut fish)
- 니우에: 오타 이카(니우에어: ʻota ʻika)
- 사모아: 오카(사모아어: oka), 오카 이아(사모아어: oka iʻa)
- 왈리스 푸투나: 이카 오타(언어 오류(wls)·언어 오류(fud): ika ota)
- 쿡 제도·뉴질랜드: 이카 마타(라로통가어: ika mata)
- 키리바시: 오라오라(키리바시어: oraora)
- 토켈라우: 오타 이카(토켈라우어: ʻota ʻika)
- 통가: 오타 이카(통가어: ʻota ʻika)
- 투발루: 이카 마타(투발루어: ika ʻmata)
- 프랑스령 폴리네시아: 푸아송 크뤼(프랑스어: poisson cru), 이아 오타(타히티어: iʻa ota)
- 피지·파푸아뉴기니: 코코다(피지어: kokoda)

니우에어, 토켈라우어 통가어 "오타 이카(ʻota ʻika)"는 "날생선"이라는 뜻이다. "오타(ʻota)"가 "날것의, 익히지 않은"이라는 뜻이며 "이카(ʻika)"는 "생선"을 뜻한다. 사모아어와 타히티어의 "이아(iʻa)" 또한 "생선"이라는 뜻의 동원어이다. 프랑스어 "푸아송(cru)", 영어 "피시(fish))"도 "생선"을 뜻한다. 라로통가어와 투발루어 "마타(ʻmata)", 키리바시어 "오라오라(oraora)", 사모아어 "오카(oka)", 피지어 "코코다(kokoda)" 등도 "날것의, 익히지 않은"이라는 뜻이거나 날생선 요리를 뜻하는 말이다. 프랑스어 "크뤼(cru)"도 "날것의"라는 뜻이다.

## 만들기
깍둑썬 날생선을 레몬 즙이나 라임 즙 등 귤열매의 즙에 버무리면, 산이 생선 속 단백질을 변성시켜, 열에 익힌 것처럼 보이게 한다. 귤열매 즙에 잠깐 재어 뒀던 생선은 양파, 토마토 등 채소와 함께 코코넛밀크 국물에 담가 낸다.

## 사진

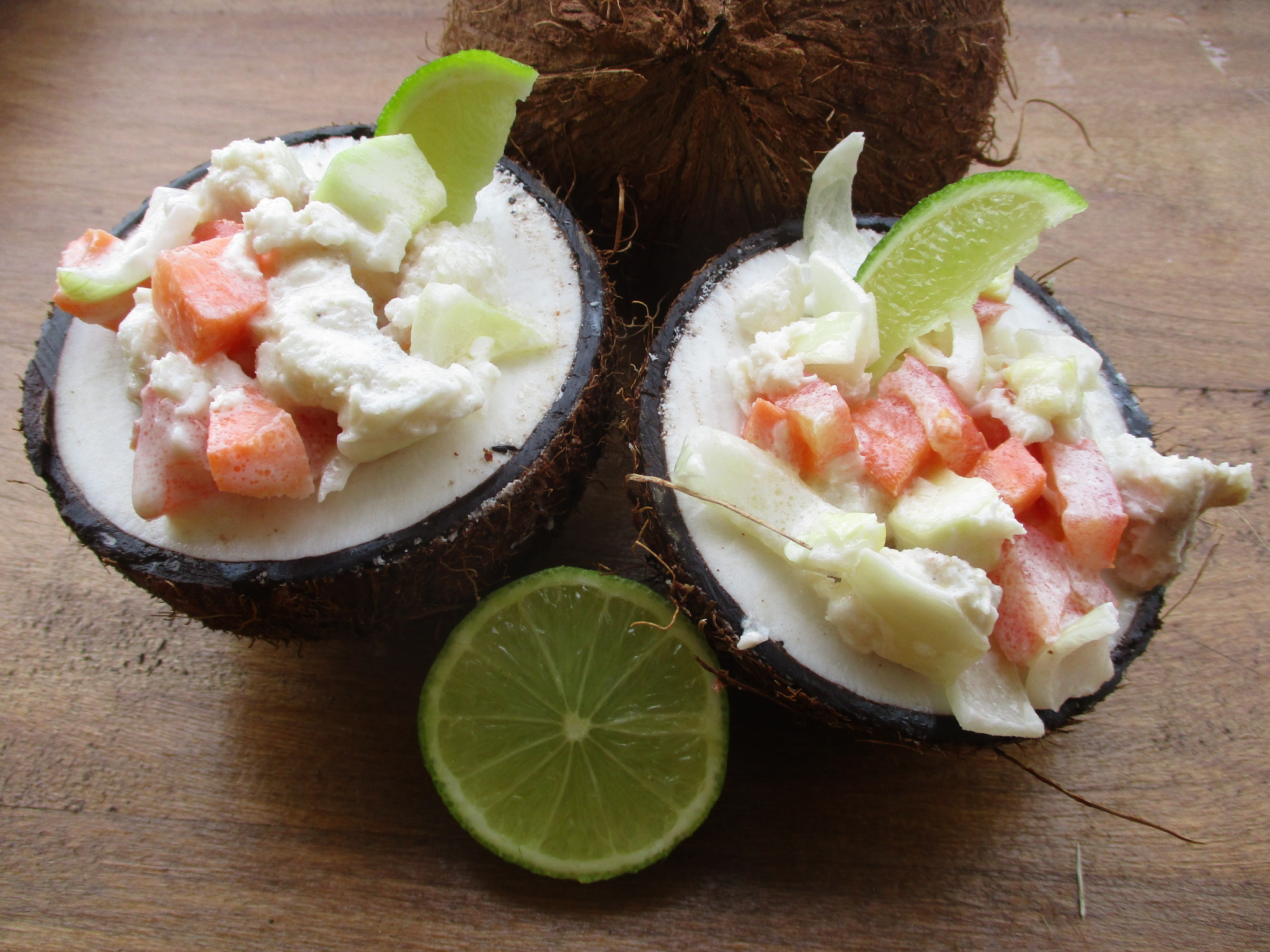
쿡 제도의 이카 마타
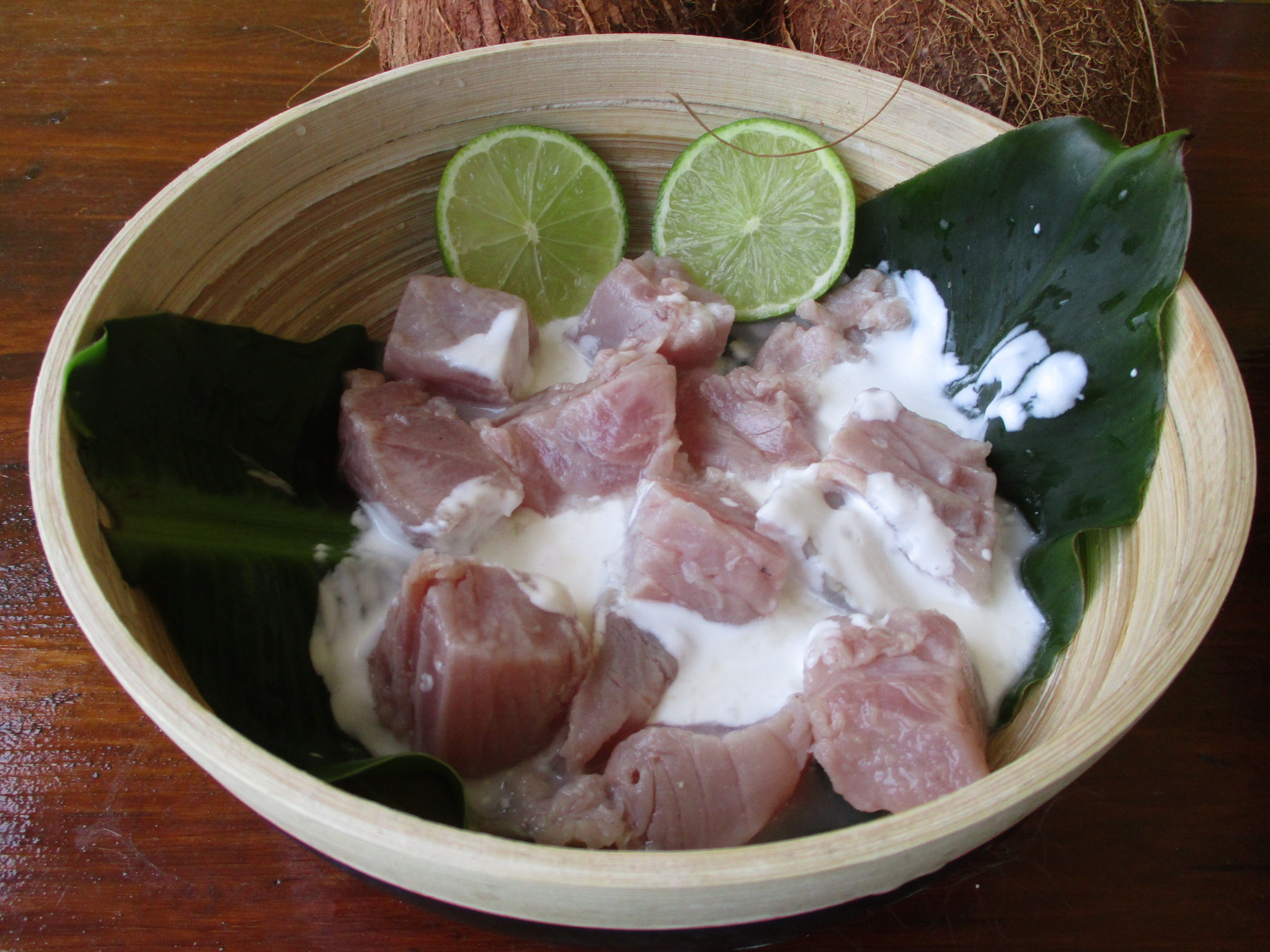
타히티의 이아 오타
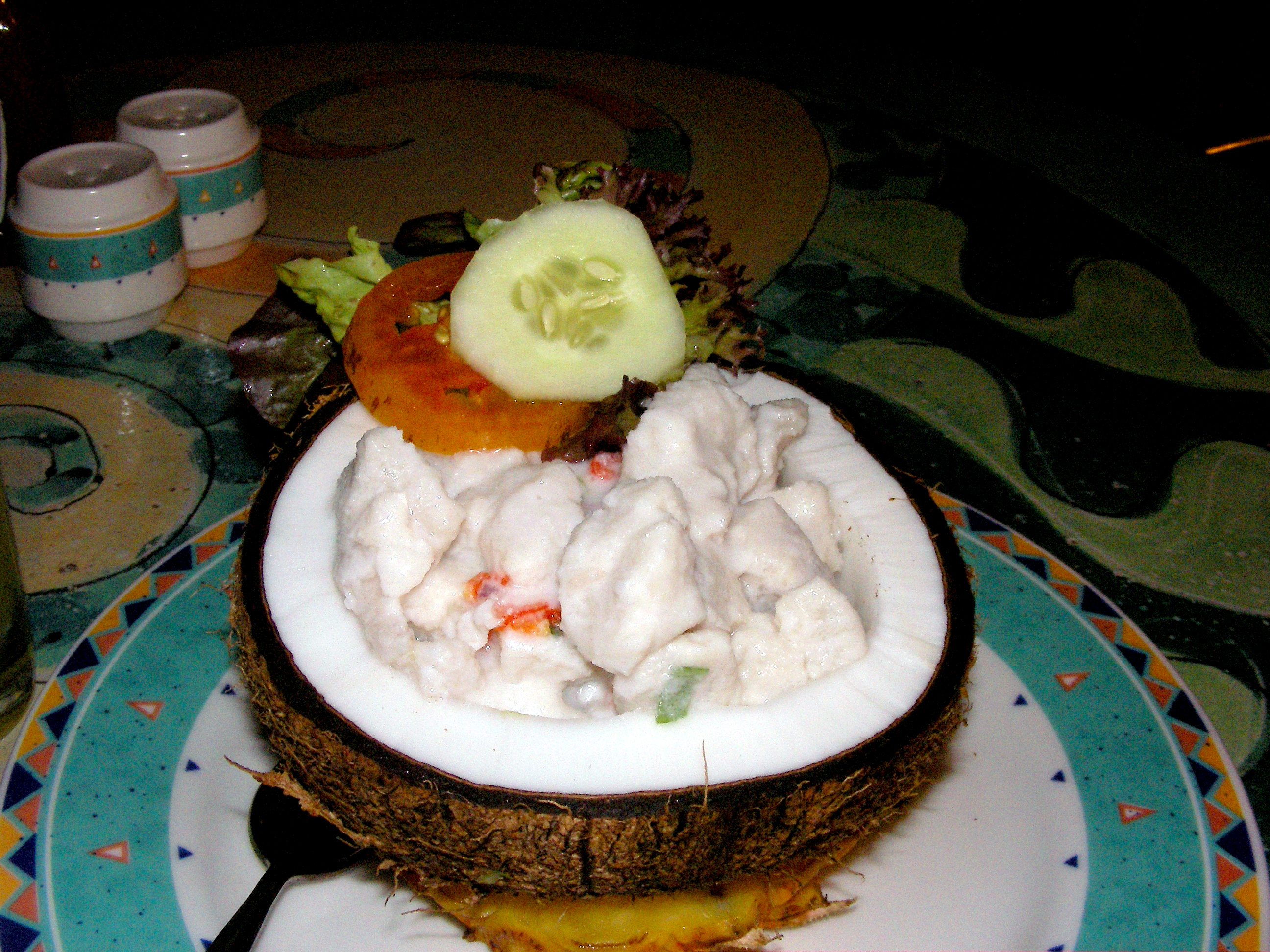
피지의 코코다

## 같이 보기
- 세비체
- 켈라궨
- 키닐라우
- 포케